# Musée Bonnat-Helleu

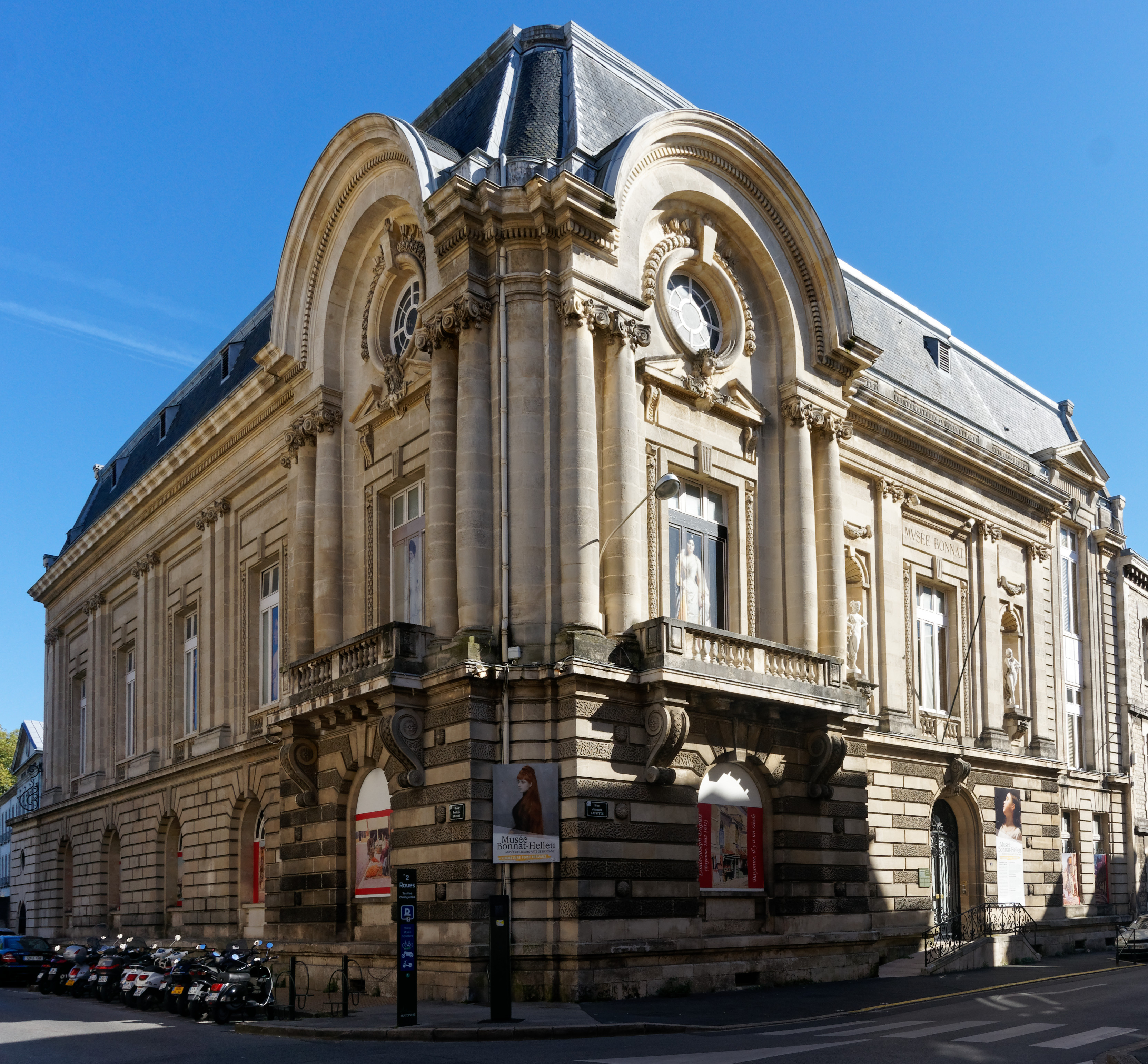
Het museumgebouw van Planckaert (2014)

Het Musée Bonnat-Helleu is een kunstmuseum in de stad Bayonne in het uiterste zuidwesten van Frankrijk. Het bewaart meer dan zesduizend schilderijen, sculpturen, tekeningen en andere werken. De collectie bestaat overwegend uit Franse meesters, maar ook de Spaanse, Vlaamse, Nederlandse, Italiaanse, Engelse, Amerikaanse en Duitse kunst is vertegenwoordigd. Omwille van een uitbreiding-renovatie sloot het museum in april 2011 zijn deuren voor het publiek. De voor 2021 geplande heropening is uitgesteld tot de zomer van 2025.

## Geschiedenis
Door de brand van het stadhuis verloor Bayonne in 1889 een groot deel van zijn collecties en archieven. Daarop besliste de lokale schilder Léon Bonnat in 1891 om zijn exquise persoonlijke collectie ter beschikking te stellen van de stad, naast eigen werk. Naar aanleiding daarvan liet de stad in de wijk Petit-Bayonne een gebouw optrekken dat tegelijk als museum, bibliotheek en archief zou dienen. Het ontwerp van architect Charles Planckaert werd uitgevoerd van 1896 tot 1898, en in 1901 gingen de deuren open.
Bonnat bestuurde het museum tot zijn dood in 1922, met medewerking van de fotograaf Antonin Personnaz, die een vriend en verzamelaar van de impressionisten was. Na Bonnats dood kreeg zijn legaat definitief vorm: meer dan 2500 stukken werden nagelaten aan het Louvre met als bewaarplaats Bayonne. De testamentuitvoerder Personnaz liet de zalen herinrichten, en toen hij in 1936 zelf overleed, verrijkte zijn weduwe Clémentine het museum met een aanzienlijk deel van zijn verzameling. 
In 1976 werd het gebouw volledig aan de museale functie gewijd, wat gepaard ging met een naamsverandering naar Musée Léon Bonnat. Paulette Howard-Johnston schonk in 1998 werk van haar vader Paul Helleu en omdat ze bij haar dood in 2009 nog meer vermaakte, werd als nieuwe naam Musée Bonnat-Helleu, musée des Beaux-Arts de Bayonne aangenomen.
In april 2011 ging het museum dicht met het oog op een uitbreiding-renovatie. Alleen studenten en onderzoekers hadden nog beperkte toegang. Dankzij de integratie van een naburig schoolgebouw kon de expositieruimte worden verdubbeld van 2000 naar 4000 m² (op een totale vloeroppervlakte van 7000 m²). De werken werden via een architectuurwedstrijd in 2016 toegewezen aan het bureau Brochet Lajus Pueyo en gingen van start in 2021. Kort voor de heropening in 2025 werd een versterkte samenwerking met het Louvre aangekondigd voor een initiële duur van vijf jaar. Naast bruiklenen en tentoonstellingen omvatte dit ook bijstand aan de restauratie van kunstwerken.

## Collectie
Het museum bewaart 7000 kunstwerken, waarvan er 1300 een plaats krijgen in de vaste opstelling. Het gaat om schilderijen, sculpturen, kunstvoorwerpen, meubels en archeologische objecten. Vooral de schilders behoren tot de top van de Europese kunst, met werk van Rubens, Van Dyck, El Greco, Goya, Ingres, Delacroix, Géricault en Degas, alsook representatieve collecties van Bonnat en Helleu. 

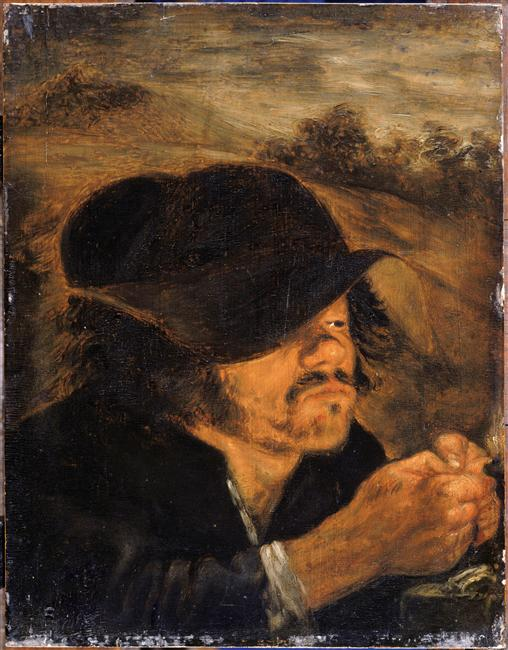
De luizenpletter, ca. 1635 Joos van Craesbeeck
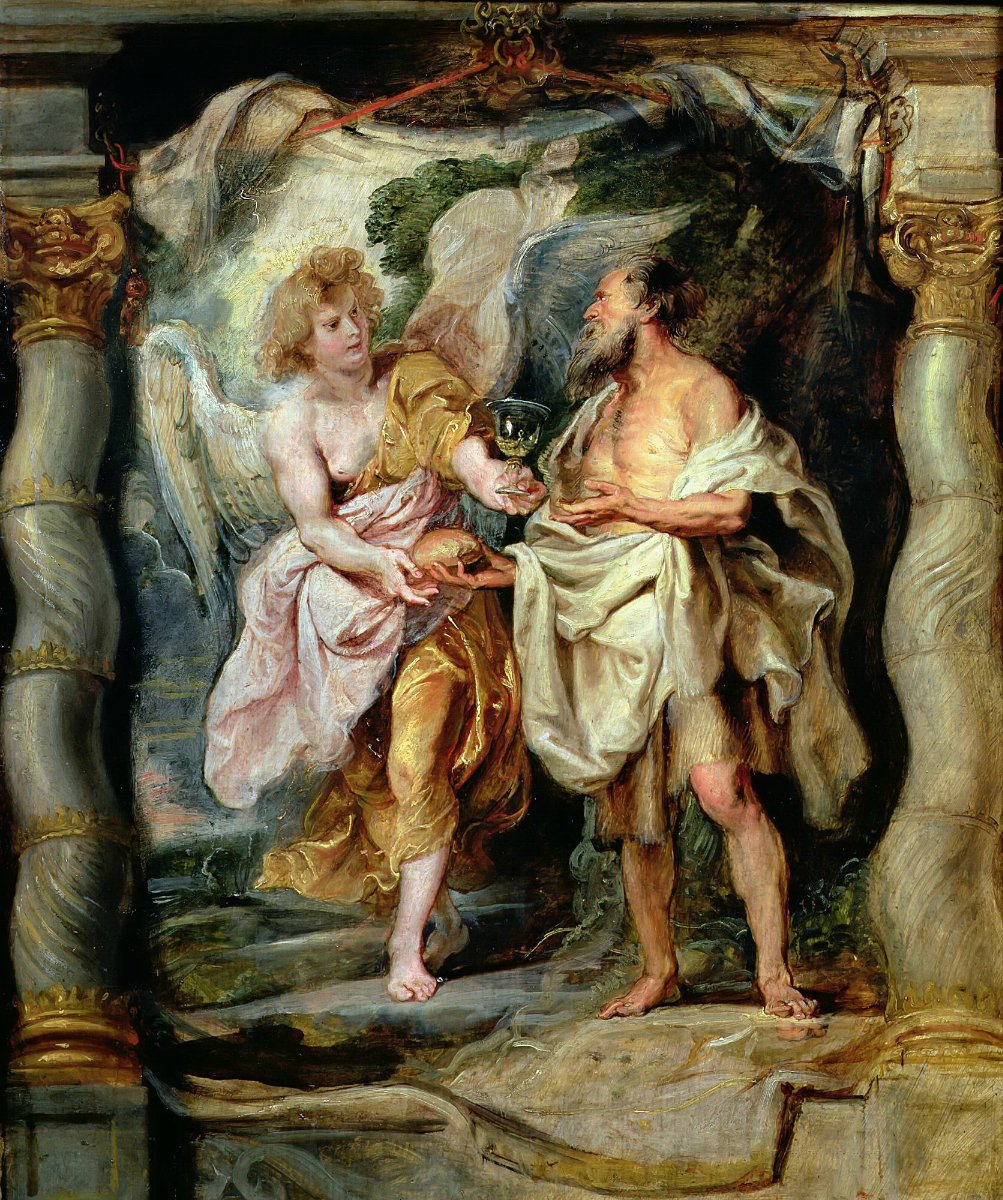
Elia krijgt brood en water van een Engel, ca. 1625-1628 Peter Paul Rubens
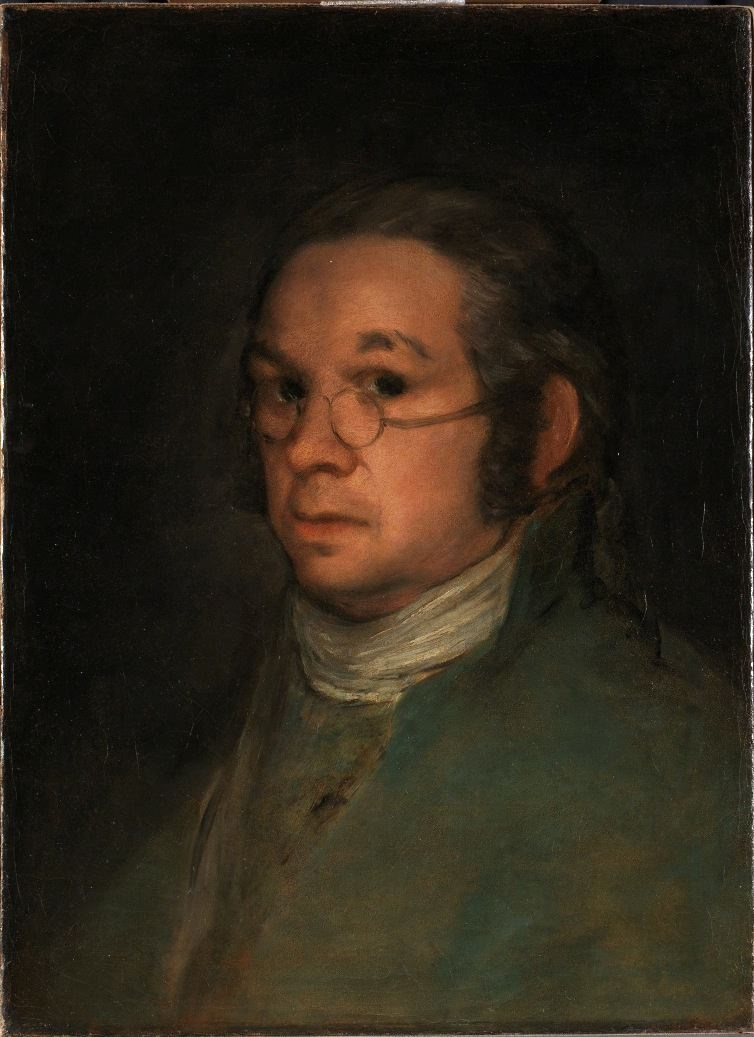
Zelfportret, ca. 1800 Francisco Goya
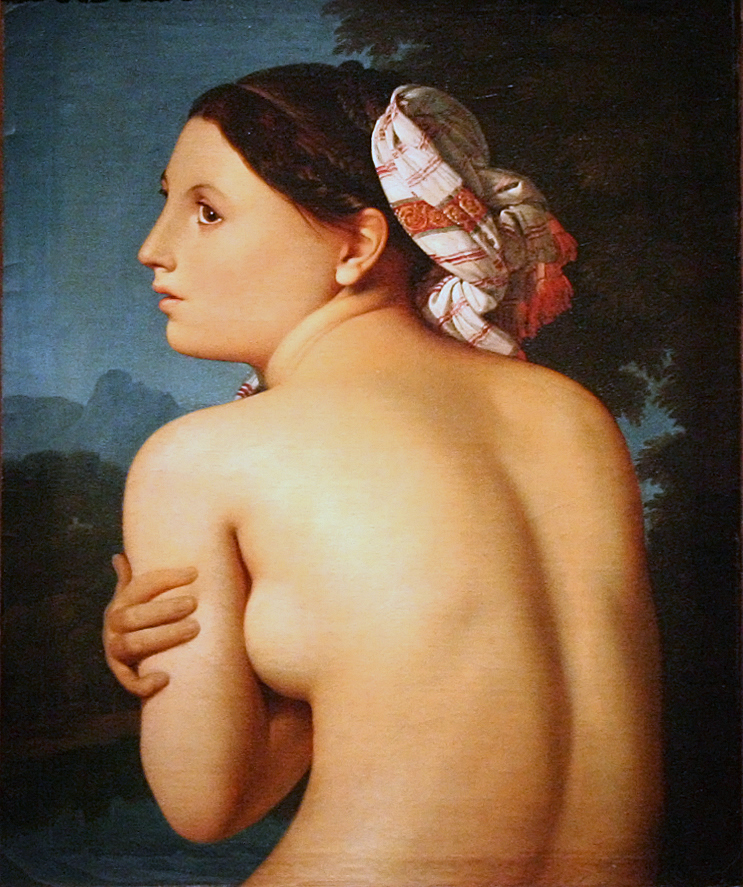
De baadster, 1807 Dominique Ingres
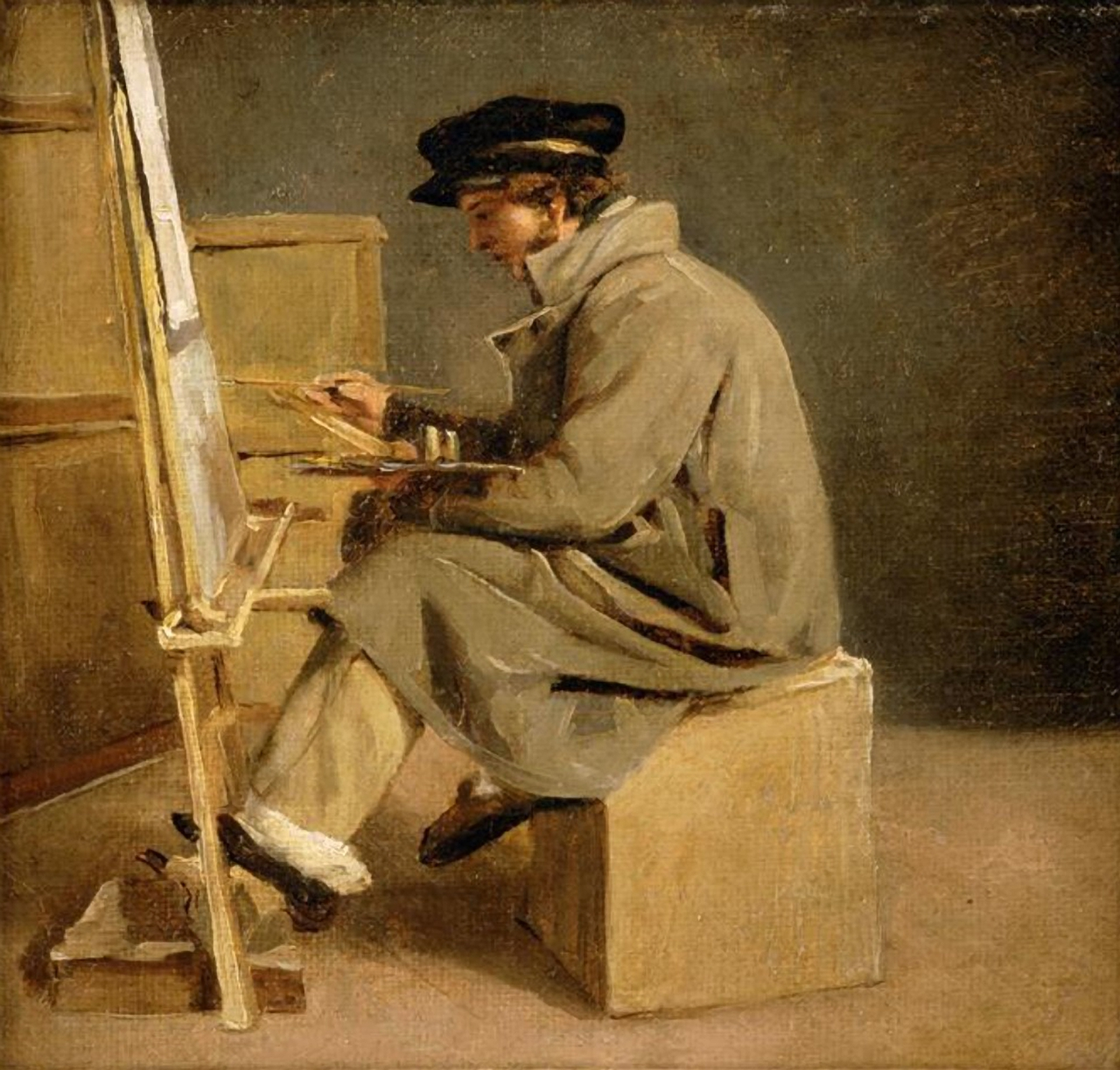
Jonge schilder aan zijn ezel Théodore Géricault

De belangrijke verzameling grafiek (tekeningen en prenten) wordt vanwege de kwetsbaarheid niet permanent uitgestald. Het gaat om circa 3500 stukken van onder meer Leonardo da Vinci, Michelangelo, Rafaël, Dürer, Rubens, Rembrandt, Poussin en Watteau. 

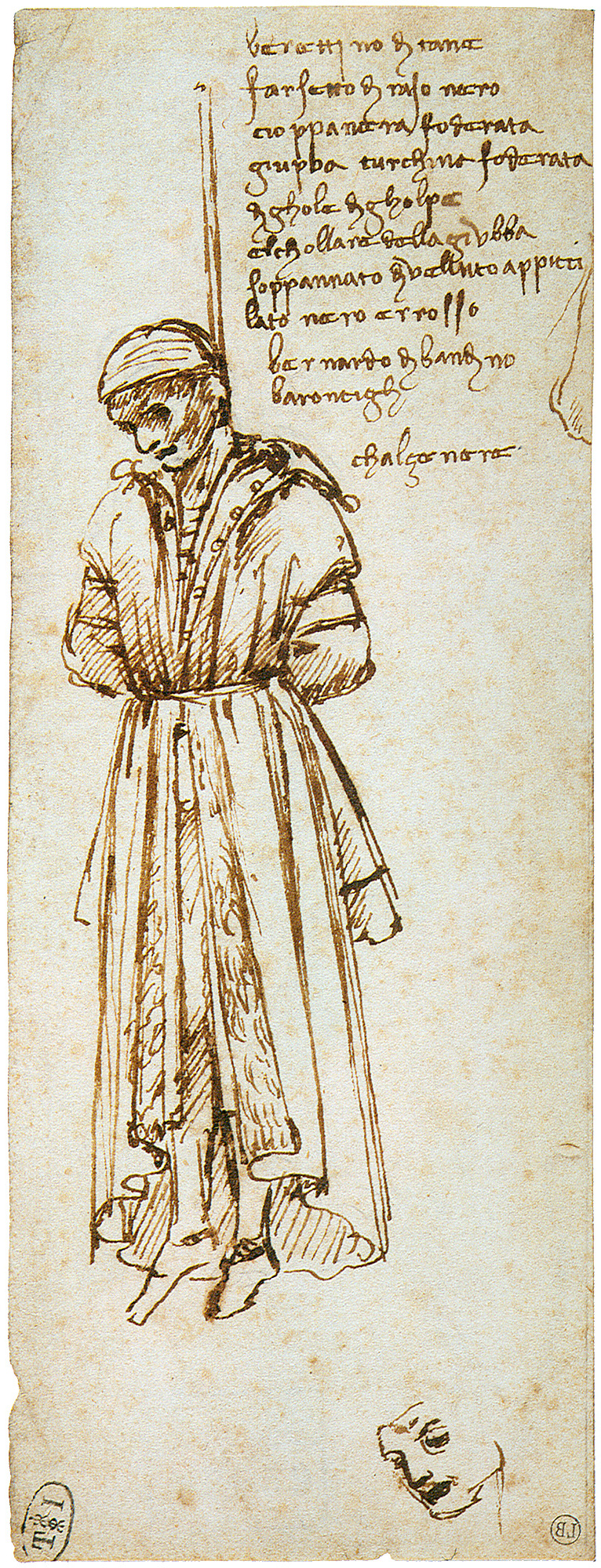
Ophanging van Baroncelli, 1479 Leonardo da Vinci
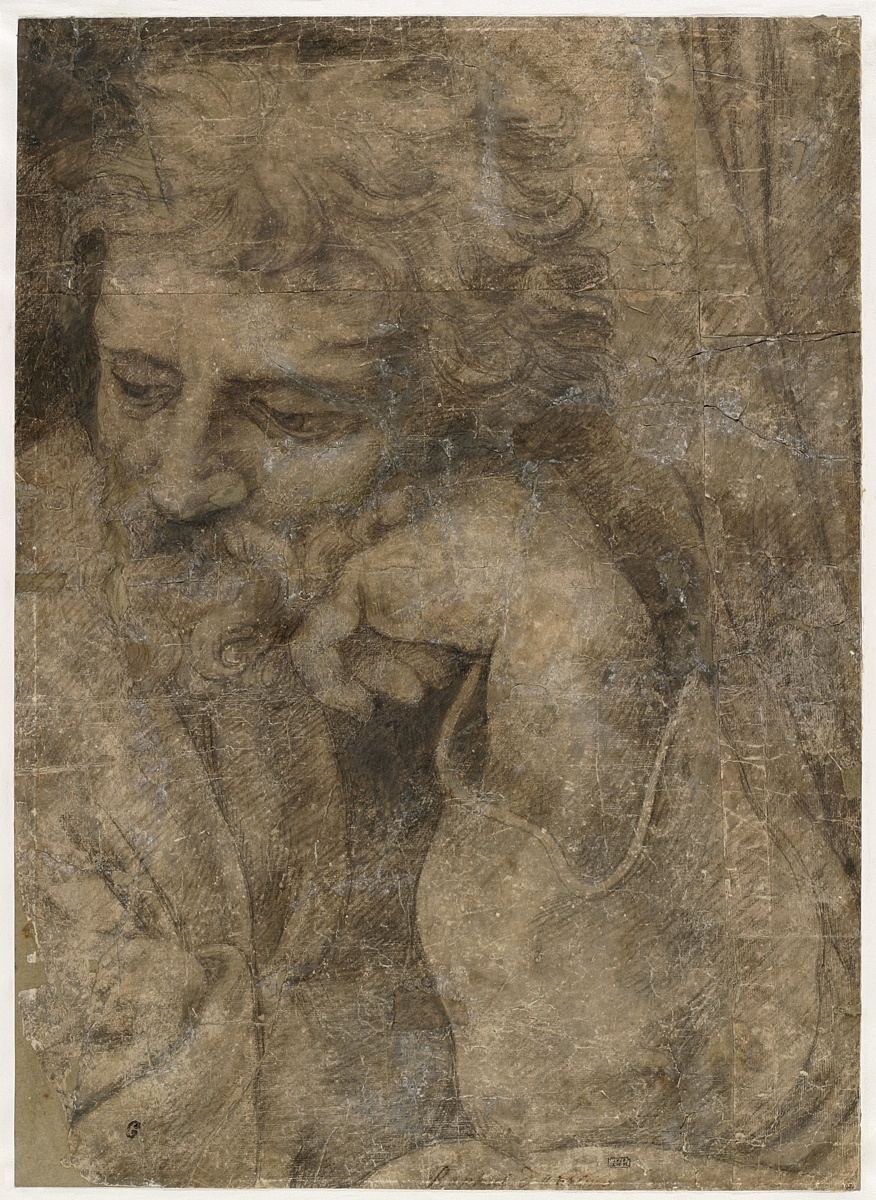
Studie voor Sint-Jozef, ca. 1518 Raffaello Sanzio
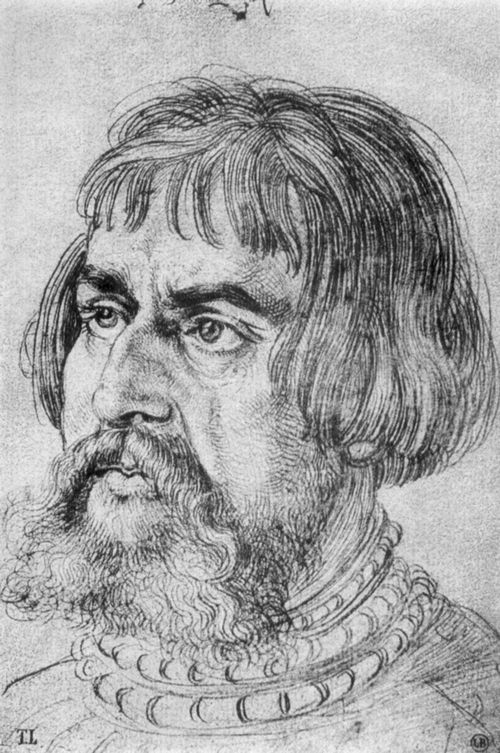
Portret van Cranach, 1524 Albrecht Dürer
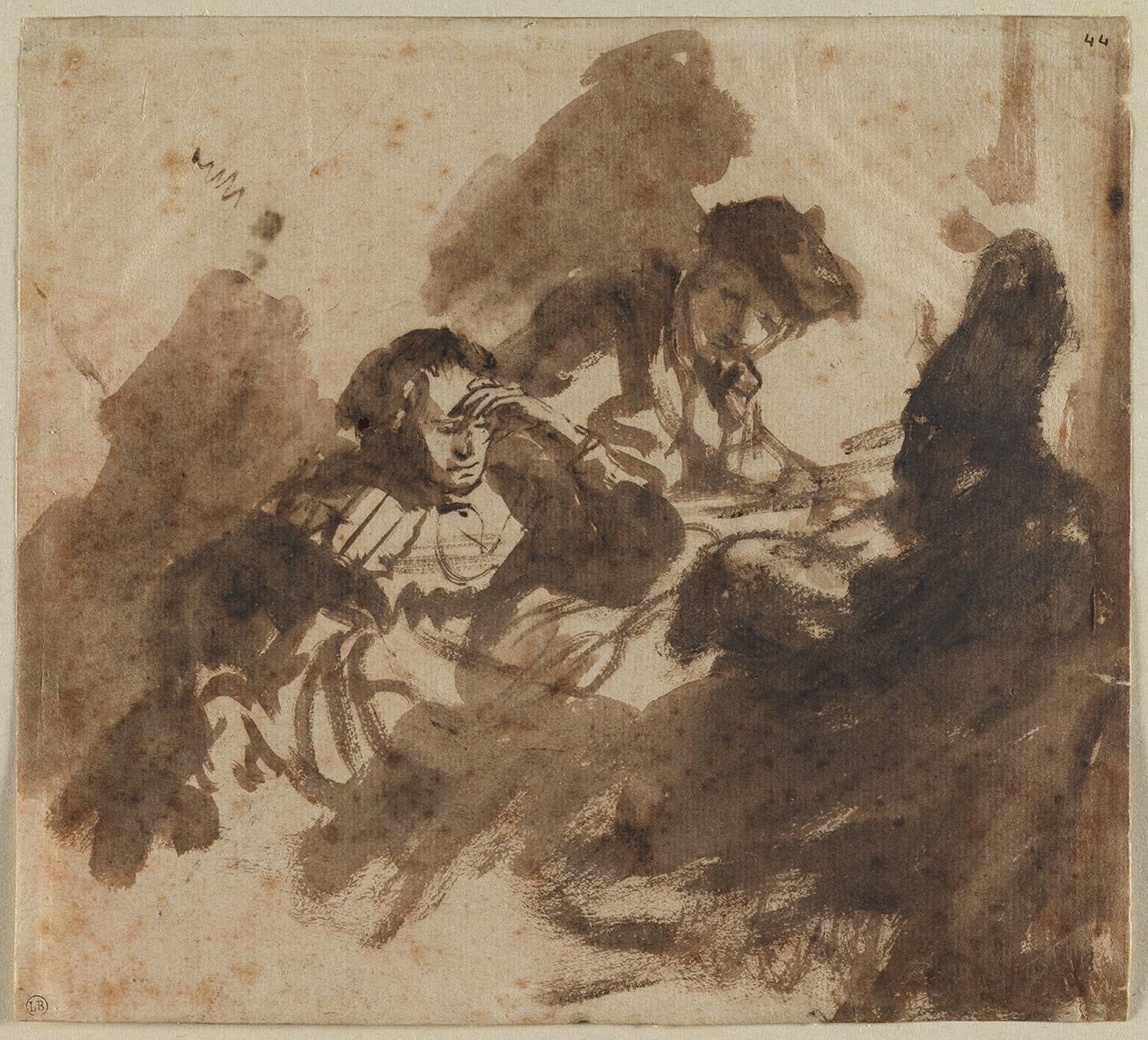
De lectuur, 1631 Rembrandt van Rijn
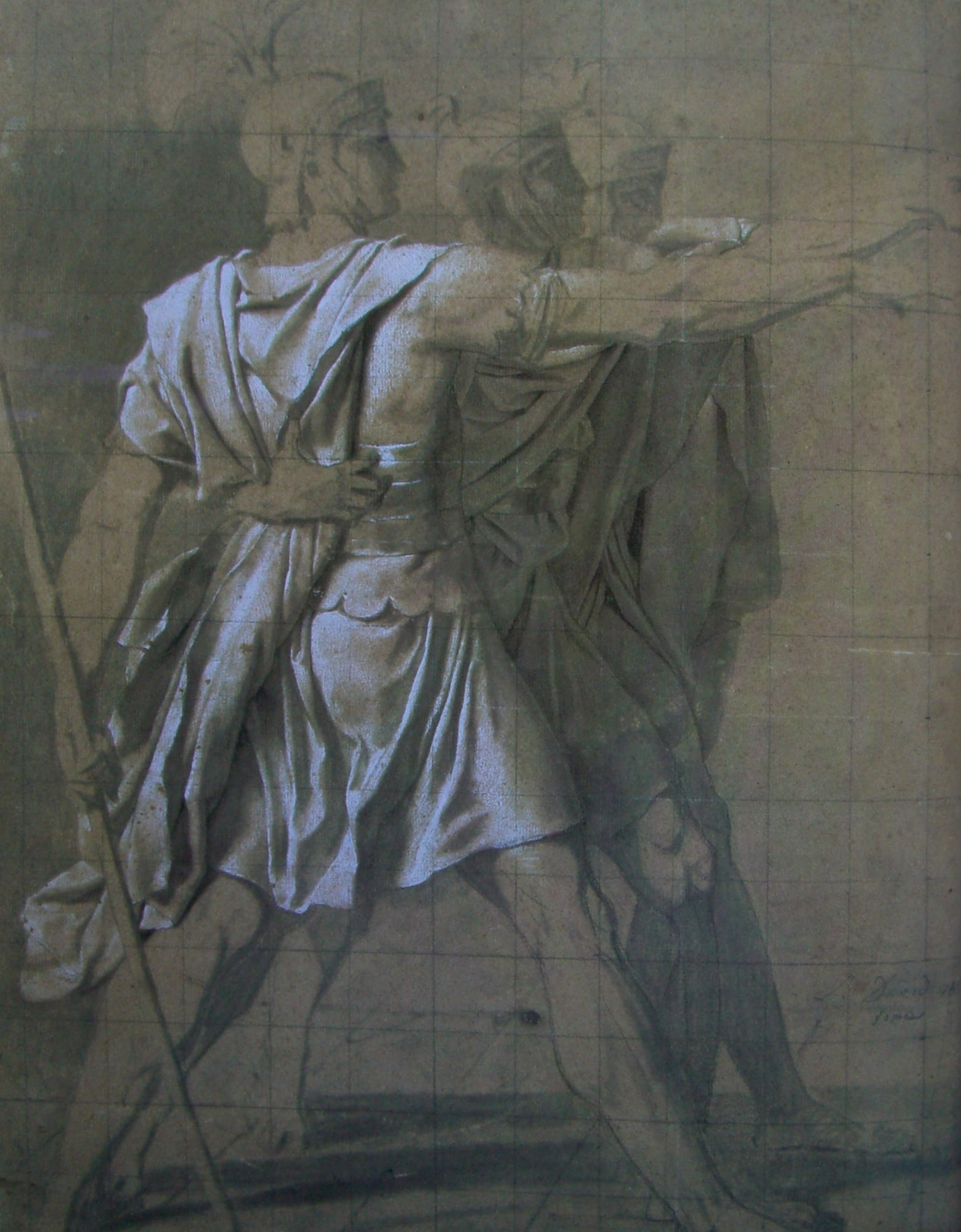
Studie voor de Eed van de Horatii, 1783 Jacques-Louis David

## Voetnoten
1. 1 2  Musée Bonnat-Helleu, Plateforme ouverte du patrimoine, Ministère de la Culture (bezocht 20 juli 2024)
2. ↑  Vers la réouverture du musée Bonnat-Helleu, persbericht Louvre, 3 november 2023